# Masseube
Masseube település Franciaországban, Gers megyében. Lakosainak száma 1525 fő (2022. január 1.). Masseube Bellegarde, Bézues-Bajon, Esclassan-Labastide, Labarthe, Lourties-Monbrun, Panassac és Pouy-Loubrin községekkel határos.

## Népesség
A település népességének változása:
| Lakosok száma | 1316 | 1376 | 1453 | 1519 | 1534 | 1518 | 1520 | 1498 | 1501 | 1525 |
|               | 1968 | 1982 | 1990 | 2006 | 2013 | 2015 | 2017 | 2019 | 2020 | 2022 |